# レベッカマイシン
レベッカマイシン（rebeccamycin）は、スタウロスポリンと構造的に類似している、Streptomyces sp.から単離された弱いトポイソメラーゼI阻害剤である。プロテインキナーゼあるいはトポイソメラーゼIIに対する阻害活性はほとんど示さない。In vitroで顕著な抗腫瘍作用を示す（IC50: 480 nM, マウスB16メラノーマ細胞、500 nM, P388白血病細胞）。
Lechevalieria aerocolonigenesから単離され、1985年に報告された。